# Schweriner Dom

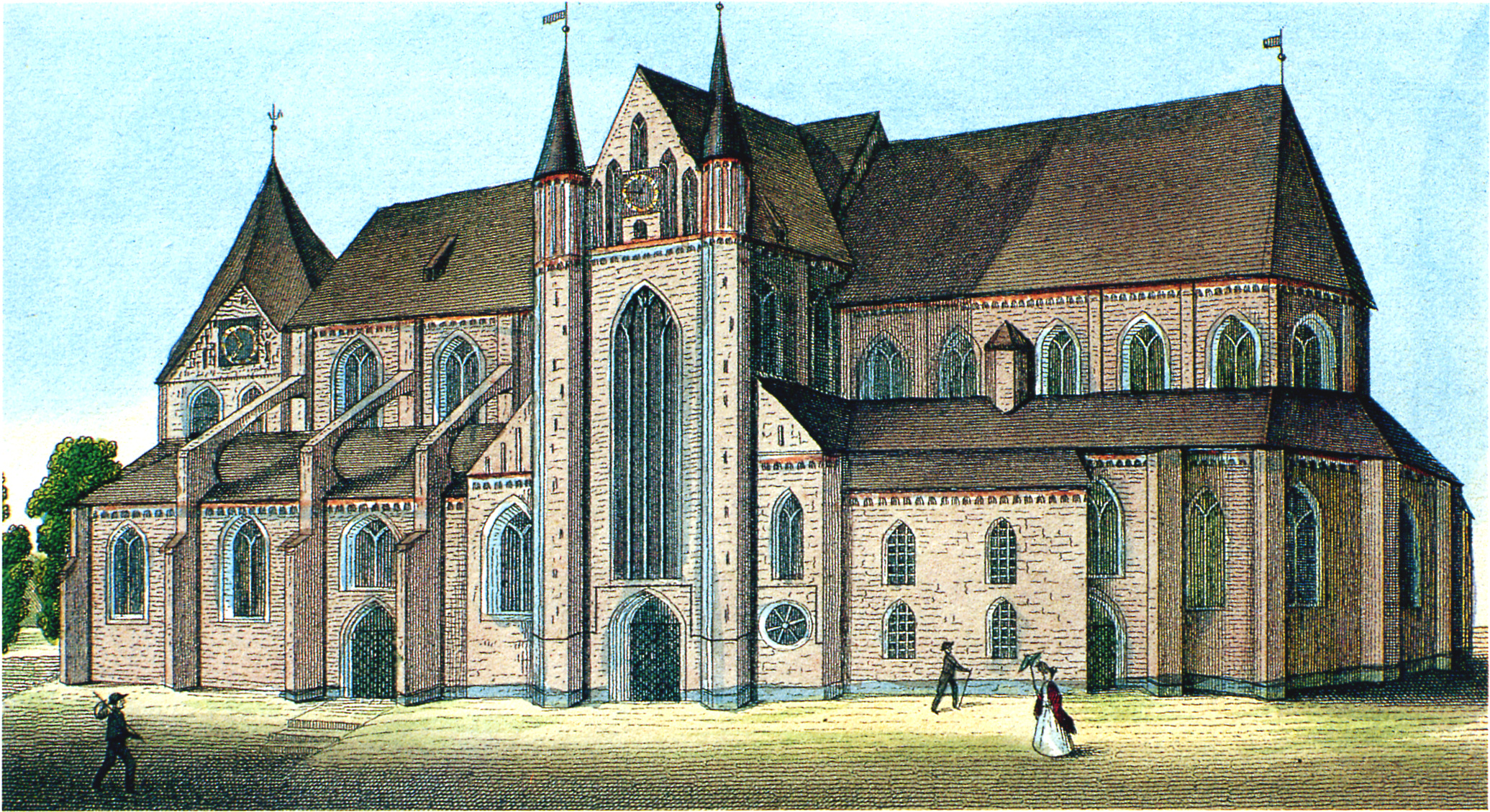
Domkyrkan i Schwerin 1845 (utan nygotisk torn)

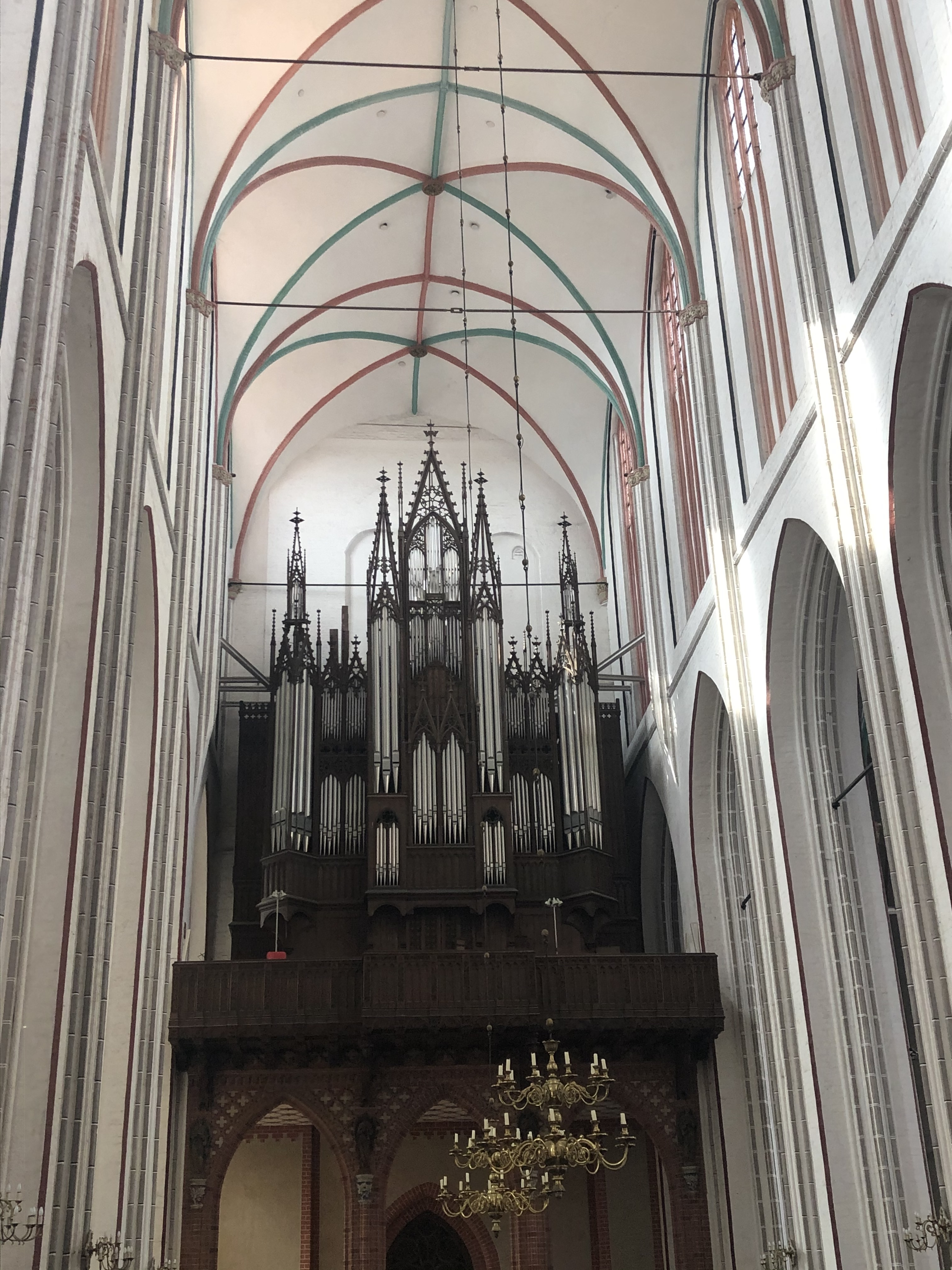
Orgeln i Schweriner Dom.

Schweriner Dom eller Schweriner domkyrka, officiellt Schweriner Domkyrka Sankta Maria och Johannes (tyska: Schweriner Dom St. Marien und St. Johannis), är en domkyrka i Schwerin i Tyskland. Den är den evangelisk-lutherska biskopskyrkan i landsdelen Mecklenburg och församlingskyrka för Schwerins domkyrkoförsamling.
Den gotiska kyrkan uppfördes i tegel från 1200- till 1400-talet.
Domkyrkans nuvarande torn uppfördes från 1889 till 1892 i nygotisk stil. De är 117,5 meter höga.
I kyrkan finns ett gravmonument med porträttskulptur som föreställer en svensk prinsessa, Gustav Vasas dotter Elisabet (1549-1597) som var gift hertiginna av Mecklenburg. När monumentet förfärdigades var det meningen att hon skulle få sin grav där bredvid maken, men hon avled i Sverige och begravdes i Uppsala.